# بيكي جونستون
بيكي جونستون (بالإنجليزية: Becky Johnston)‏ هي كاتبة سيناريو أمريكية، ولدت في 1955 في ساوث هيفن في الولايات المتحدة.

## وصلات خارجية
- بيكي جونستون على موقع IMDb (الإنجليزية)
- بيكي جونستون على موقع ألو سيني (الفرنسية)
- بيكي جونستون على موقع أول موفي (الإنجليزية)
- بيكي جونستون على موقع قاعدة بيانات الأفلام السويدية (السويدية)
- بيكي جونستون على موقع قاعدة بيانات الفيلم (الإنجليزية)
- بيكي جونستون على موقع كينوبويسك (الروسية)